# Cody Garbrandt
Cody Ray Allen Garbrandt, né le 7 juillet 1991 à Uhrichsville dans l'Ohio, est un pratiquant américain d'arts martiaux mixtes (MMA). Il combat actuellement au sein de la division des poids coqs de l'Ultimate Fighting Championship.
En décembre 2016, il s'empare du titre des poids coqs de l'UFC face à Dominick Cruz. Il est ensuite défait de son titre dès sa première défense en novembre 2017 par T.J. Dillashaw.

## Palmarès

### Distinctions
- Ultimate Fighting Championship
  - Champion des poids coqs de l'UFC (2016-2017)
  - Combat de la soirée (une fois) (contre Dominick Cruz)
  - Performance de la soirée (deux fois)

### Palmarès en arts martiaux mixtes
| 21 combats     | 14 victoires | 7 défaites |
| Par KO         | 11           | 4          |
| Par soumission | 0            | 1          |
| Sur décision   | 3            | 2          |

| Résultat | Record | Adversaire          | Méthode                               | Événement                                                 | Date             | Round | Temps | Lieu                                 | Notes                                                          |
| -------- | ------ | ------------------- | ------------------------------------- | --------------------------------------------------------- | ---------------- | ----- | ----- | ------------------------------------ | -------------------------------------------------------------- |
| Défaite  | 14-7   | Raoni Barcelos      | Décision (unanime)                    | UFC sur ESPN : Usman contre Buckley                       | 14 juin 2025     | 3     | 5:00  | Atlanta, Géorgie, États-Unis         |                                                                |
| Défaite  | 14-6   | Deiveson Figueiredo | Soumission (étranglement arrière)     | UFC 300: Pereira vs. Hill                                 | 13 avril 2024    | 2     | 4:02  | Las Vegas, Nevada, États-Unis        |                                                                |
| Victoire | 14-5   | Brian Kelleher      | KO (coup de poing)                    | UFC 296: Edwards vs. Covington                            | 16 décembre 2023 | 1     | 3:42  | Las Vegas, Nevada, États-Unis        |                                                                |
| Victoire | 13-5   | Trevin Jones        | Décision unanime                      | UFC 285: Jones vs. Gane                                   | 5 mars 2023      | 3     | 5:00  | Las Vegas, Nevada, États-Unis        | Retour dans la catégorie des poids coqs.                       |
| Défaite  | 12-5   | Kai Kara-France     | TKO (coups de poing)                  | UFC 269: Oliveira vs. Poirier                             | 11 décembre 2021 | 1     | 3:21  | Las Vegas, Nevada, États-Unis        | Début dans la catégorie des poids mouches.                     |
| Défaite  | 12-4   | Rob Font            | Décision unanime                      | UFC Fight Night 188                                       | 22 mai 2021      | 5     | 5:00  | Las Vegas, Nevada, États-Unis        |                                                                |
| Victoire | 12-3   | Raphael Assunção    | KO (coup de poing)                    | UFC 250                                                   | 6 juin 2020      | 2     | 4:59  | Las Vegas, Nevada, États-Unis        | Performance de la soirée                                       |
| Défaite  | 11-3   | Pedro Munhoz        | TKO (coups de poing)                  | UFC 235: Jones VS. Smith                                  | 2 mars 2019      | 1     | 4:52  | Las Vegas, Nevada, États-Unis        | Combat de la soirée                                            |
| Défaite  | 11-2   | T.J. Dillashaw      | TKO (coups de poing et coup de genou) | UFC 227: Dillashaw VS. Garbrandt 2                        | 4 août 2018      | 1     | 4:10  | Los Angeles, Californie, États-Unis  | Pour le titre des poids coqs de l’UFC.                         |
| Défaite  | 11-1   | T.J. Dillashaw      | TKO (coups de poing)                  | UFC 217: Bisping vs. St-Pierre                            | 4 novembre 2017  | 2     | 2:41  | New York, New York, États-Unis       | Perd le titre des poids coqs de l'UFC.                         |
| Victoire | 11-0   | Dominick Cruz       | Décision unanime                      | UFC 207: Nunes vs. Rousey                                 | 30 décembre 2016 | 5     | 5:00  | Las Vegas, Nevada, États-Unis        | Remporte le titre des poids coqs de l'UFC. Combat de la soirée |
| Victoire | 10-0   | Takeya Mizugaki     | TKO (coup de poing)                   | UFC 202: Diaz vs. McGregor II                             | 20 août 2016     | 1     | 0:48  | Las Vegas, Nevada, États-Unis        |                                                                |
| Victoire | 9-0    | Thomas Almeida      | KO (coup de poing)                    | UFC Fight Night: Almeida vs. Garbrandt                    | 29 mai 2016      | 1     | 2:53  | Las Vegas, Nevada, États-Unis        | Performance de la soirée.                                      |
| Victoire | 8-0    | Augusto Mendes      | KO (coups de poing)                   | UFC Fight Night: Cowboy vs. Cowboy                        | 21 février 2016  | 1     | 4:18  | Pittsburgh, Pennsylvanie, États-Unis |                                                                |
| Victoire | 7-0    | Enrique Briones     | Décision unanime                      | UFC 189: McGregor vs. Mendes                              | 11 juillet 2015  | 3     | 5:00  | Las Vegas, Nevada, États-Unis        |                                                                |
| Victoire | 6-0    | Marcus Brimage      | TKO (coups de poing)                  | UFC 182: Jones vs. Cormier                                | 3 janvier 2015   | 3     | 4:50  | Las Vegas, Nevada, États-Unis        |                                                                |
| Victoire | 5-0    | Charles Stanford    | TKO (coups de poing)                  | NAAFS: Rock N Rumble 8                                    | 4 octobre 2014   | 1     | 1:37  | Canton, Ohio, États-Unis             |                                                                |
| Victoire | 4-0    | James Porter        | TKO (coups de poing)                  | Pinnacle FC: Pittsburgh Challenge Series 7                | 24 mai 2014      | 1     | 2:17  | Pittsburgh, Pennsylvanie, États-Unis |                                                                |
| Victoire | 3-0    | Dominic Mazzotta    | TKO (coups de poing)                  | Gladiators of the Cage: The North Shore's Rise to Power 4 | 15 mars 2014     | 2     | 0:32  | Pittsburgh, Pennsylvanie, États-Unis |                                                                |
| Victoire | 2-0    | Shane Manley        | KO (coups de poing)                   | Pinnacle FC: Pittsburgh Challenge Series 5                | 27 novembre 2013 | 1     | 3:57  | Canonsburg, Pennsylvanie, États-Unis |                                                                |
| Victoire | 1-0    | Charles Kessinger   | TKO (coups de poing)                  | Pinnacle FC: Pittsburgh Challenge Series 1                | 29 décembre 2012 | 1     | 4:11  | Canonsburg, Pennsylvanie, États-Unis |                                                                |